# Sven Nilsson

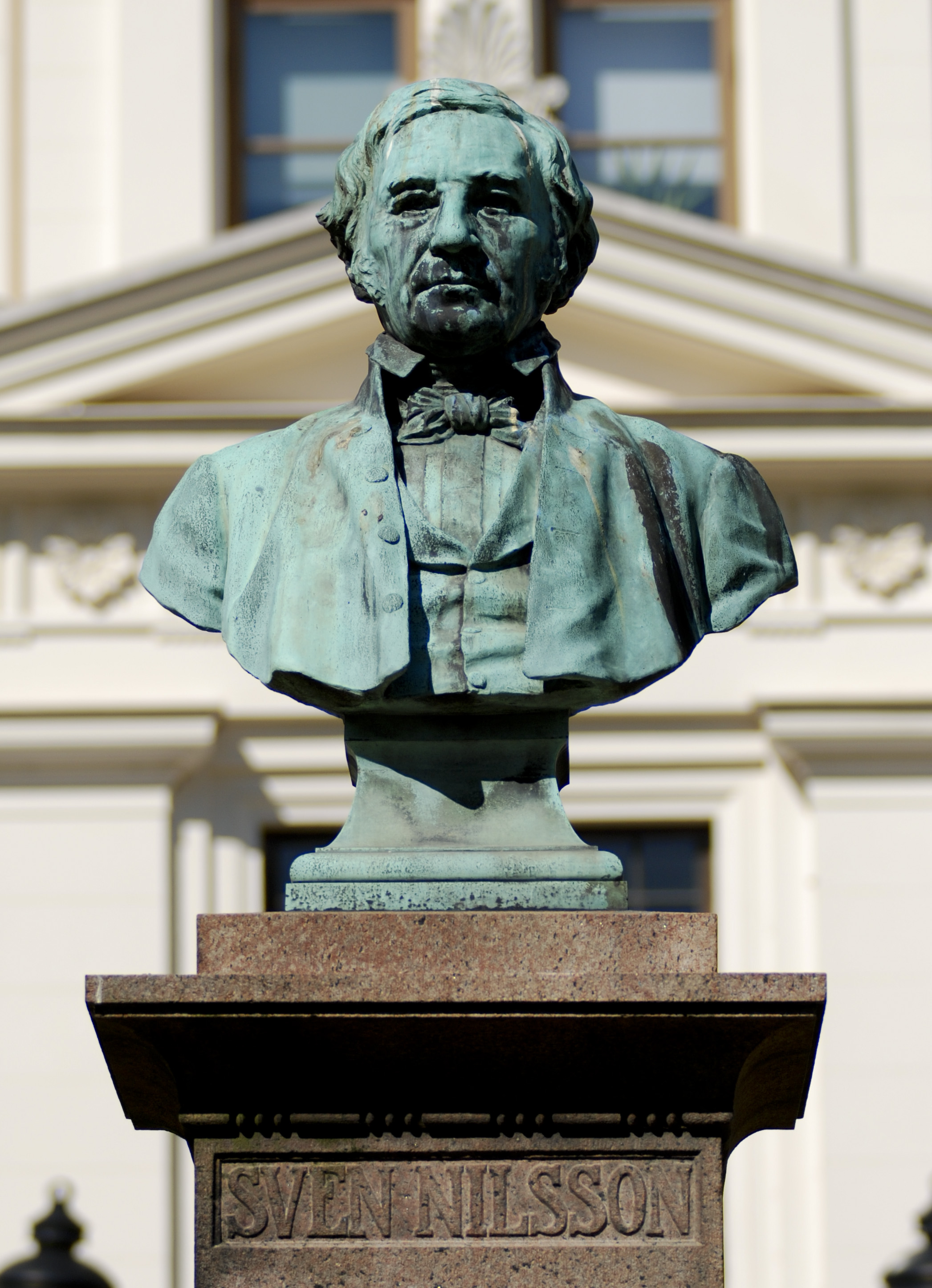
Busto de Sven Nilsson no parque Lundagård de Lund.

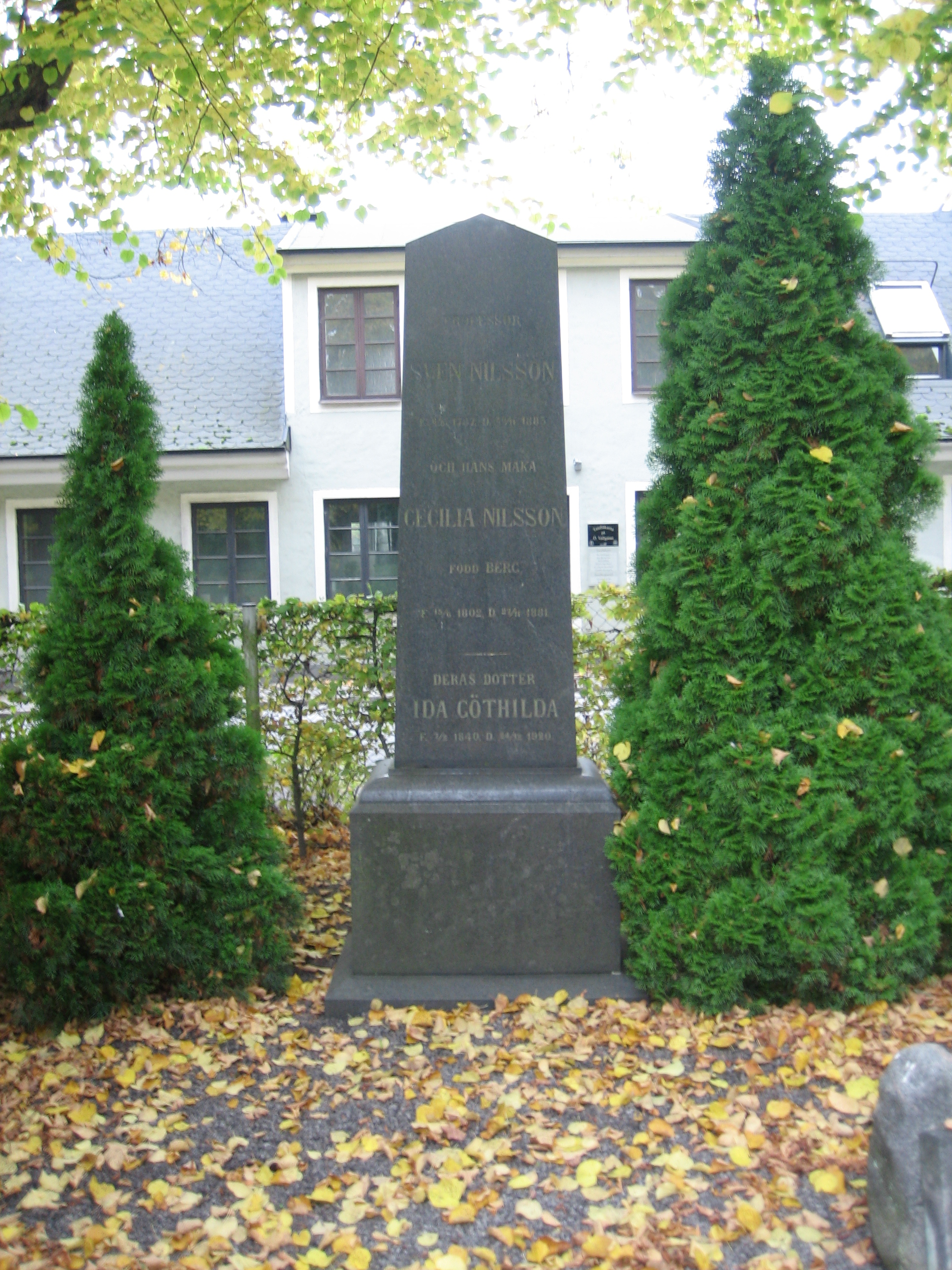
Sepultura de Sven Nilssons no adro da igreja de Östra em Lund.

Sven Nilsson (Landskrona (Skåne), 8 de março de 1787 — Lund, 30 de novembro de 1883) foi um naturalista, paleontólogo e arqueólogo que se destacou nos campos da ictiologia e da ornitologia. Foi professor na Universidade de Lund de 1832 a 1856, da qual foi reitor de 1845 a 1846. Pelo seu trabalho pioneiro é geralmente conhecido por «pai da ornitologia sueca». Além do seu trabalho como naturalista, foi um dos pioneiros da arqueologia na Escandinávia.

## Biografia
Sven Nilsson era o mais novo dos seis filhos do lavrador Nils Nilsson e de sua esposa Tora Svensson. Alguns anos após o nascimento de Sven, a família mudou-se alguns quilómetros para o norte, para Lilla Ryckeltofta, onde o jovem cresceu e se começou a interessar por zoologia. Começou por caçar pequenos animais com uma espingarda e por utilizar uma armadilha para pássaros no outono. Em 1806, matriculou-se na Universidade de Lund com o objectivo de realizar estudos teológicos e ingressar no clero, mas o professor de zoologia Anders Jahan Retzius, que era discípulo de Linnaeus, reconhecendo os seus conhecimentos empíricos de zoologia, convenceu-o a estudar história natural em vez de teologia. Frequentou aquela Universidade de 1806 a 1811.
Nilsson estreou-se no campo da zoologia escrevendo um brilhante ensaio sobre a sistemática dos mamíferos. Em 1811 obteve o grau de Mestre em Filosofia e em 1812 foi contratado como docente de História Natural na Universidade de Lund.
Em 1814 publicou a dissertação Analecta Ornithologica, obra que descreve as aves de Skåne, incluindo não apenas as espécies da família Motacillidae, mas todos os grupos de aves presentes naquela região sueca. Este foi o primeiro trabalho ornitológico de Sven Nilsson e nele, entre outras coisas, descreveu a espécie Curruca nisoria pela primeira vez como um pássaro que ocorre na Suécia.
Recorrendo uma bolsa de estudos concedida pelo conde Hans Gabriel Trolle-Wachtmeister, Sven Nilsson teve a oportunidade de viajar e de estagiar na Universidade de Copenhaga por um período mais longo de estudos. Também viajou para Vallox-Säby, nos arredores de Uppsala, para estudar com o naturalista Gustaf von Paykull, cuja coleção de história natural era então a maior coleção sueca de espécimes de animais (incluindo insetos).
O resultado do seu trabalho de investigação foi a obra Ornithologica suecica, impressa em Copenhaga em 1817, com ilustrações de Anders Arvidsson, instrutor da Universidade de Lund. Quatro anos depois, foi publicada uma adenda final a esta obra.
Em 23 de abril de 1816, Sven Nilsson partiu numa viagem ao norte na Escandinávia para ali fazer estudos ornitológicos. Apenas publicou as notas dessa viagem 60 anos depois. Nessa viagem, partiu de Lund ao longo da costa oeste da Suécia até Kristiania (hoje Oslo), continuando depois por Hedemarken e Gudbrandsdalen em direção a Dovrefjäll. Em seguida, passou por Trondheim e viajou ao longo da costa sueca até Bodø, o ponto mais ao norte atingido no seu percurso. No regresso, primeiro passou por Trondheim e depois por Dalarna e terminou em Uppsala. Durante essa viagem, descreveu pela primeira vez na Escandinávia, entre outras espécies, a felosa Phylloscopus collybita.
Iniciou em 1820 a publicação da colectânea intitulada Skandinaviens fauna (Fauna da Escandinávia), cujo primeiro volume leva o subtítulo Handbok för Jägare och zoologer (Manual para Caçadores e Zoólogos), o qual contém as descrições dos mamíferos  que ocorremna península escandinava. Em 1824, foi publicada o volume com o subtítulo Svensk Ornithologi eller Beskrifning öfver Sveriges Foglar (Ornitologia Sueca ou Descrição dos Pássaros da Suécia"), obra que foi o primeiro manual de ornitologia publicado na Suécia. Os dois volumes com os títulos Foglarna I e Foglarna II (As aves I e As aves II), considerados clássicos da ornitologia sueca, cuja terceira edição revista foi publicada em 1858. A obra Amfibierna  (Os anfíbios) foi publicado em 1842 e Fiskarne (Os peixes) nos anos 1852-1855. Muitos dos nomes populares que Sven Nilsson escolheu para usar nesses livros tornaram-se os nomes das aves hojes aceites na Suécia.
Em 1828, Nilsson tornou-se diretor do Museu Sueco de História Natural, em Estocolmo, e desempenhou um papel importante quando este foi transferido para as novas instalações na Drottninggatan. Entretanto, em 1832, retornou para Lund onde assumiu o cargo de professor de zoologia, que ocupou até 1856. Além das suas pesquisas, expandiu e modernizou o Museu Zoológico de Lund, cujas coleções zoológicas reviu. O objetivo era possuir todas as espécies de vertebrados suecos, bem como representantes dos grupos exóticos mais importantes.
Em 1838, Nilsson foi ordenado sacerdote da Igreja Luterana da Suécia e recebeu no mesmo ano como prebenda pessoal o pastorado régio das paróquias de Västra Nöbbelövs e de Skivarps. Nilsson foi eleito em 1821 como o membro número 390 da Academia Real das Ciências da Suécia (Kungliga Vetenskapsakademien).
Sven Nilsson também se dedicou à paleontologia. Os primeiros estudos paleontológicos que Sven Nilsson realizou foram sobre os fósseis que encontrou em depósitos de calcário de Skåne. Em 1827, publicou a obra Petrificata suecana formationis cretaceæ. Nilsson também colectou grandes quantidades de esqueletos fósseis das turfeiras de Skåne e descreveu fósseis de plantas das formações carboníferas daquela região.
Na segunda edição da obra Fauna da Escandinávia, apresentou um relato das suas investigações geológicas glaciais. Numa série de palestras realizadas em Estocolmo no mesmo ano, intitulada Sverige och dess inbyggare före den historiska tiden (A Suécia e os seus habitantes antes dos tempos históricos), Nilsson apresentou uma teoria sobre a origem dos períodos glaciais postulando que o soerguimento do território seria a causa da queda das temperaturas. Nessas palestras também apresentou dados arqueológicos para explicar a história da migração de diferentes espécies animais e a sua distribuição durante diferentes períodos históricos.

## Arqueólogo
Além dos seus estudos ornitológicos, Nilsson investigou a evolução das condições ambientais, especialmente os efeitos dos períodos glaciais, o que o levou a interessar-se pela arqueologia. Seguindo os ensinamentos que haviam sido deixados pelo paleontólogo Georges Cuvier, tentou determinar quais os artefactos de pedra e osso que teriam sido usados em tempos remotos e, por essa via, tentar inferir como a caça e a pesca ocorreram durante a pré-história.
A contribuição pioneira de Nilsson para a pesquisa arqueológica foi propor que a leitura das descrições etnográficas modernas de culturas de baixa tecnologia pode servir para determinar como as ferramentas antigas foram usadas, em vez de seguir as opiniões de autores humanisticamente orientados como Snorri Sturluson e outros escritores islandeses medievais.
Nilsson integrou na arqueologia e na etnografia as consequências das novas descobertas da geologia do seu tempo, concluindo que houve um período pré-histórico muito longo sobre o qual nenhum escrito mais antigo poderia fornecer qualquer informação. Com isso lançou as bases para a arqueologia comparativa da forma como é hoje internacionalmente seguida. Uma das teorias de Nilsson era que o crescimento populacional havia sido a razão mais importante pela qual os caçadores e coletores escandinavos foram forçados a se tornarem pastores e depois agricultores.
Entre os anos de 1838 e 1843, o seu trabalho arqueológico mais importante foi publicado em quatro partes na obra Skandinaviska nordens urinvånare (Povos indígenas dos países nórdicos escandinavos). A obra foi traduzida para inglês em 1866, dando-lhe uma dimensão internacional e uma larga influência sobre os estudiosos da época. Embora os argumentos por ele usados sejam baseados em observações craniológicas sobre um material extremamente escasso e numa comparação entre calçado e igloos esquimós, Sven Nilsson é geralmente considerado o pai da antropologia sueca.
Trinta anos após a primeira edição, uma nova edição foi publicada, na qual incorporou uma teoria altamente pessoal, que afirmava que a Idade do Bronze era o resultado da colonização fenícia. Numa pesquisa inspirada por Olof Rudbeck, considerou ter encontrado na Escandinávia traços do culto de Baal.
Na obra Fenisiska Kolonier i Scandinavien (Colónias fenícias na Escandinávia), publicada em 1875, Sven Nilsson defende a convicção de que os povos da fase mais antiga da Idade do Bronze na Escandinávia seriam de origem fenícia, com religião fenícia.. A recepção a esta teoria foi fria, sendo logo rejeitada. Oscar Montelius escreveu em 1877 que a suposição parecia tão improvável que se aproximava do impossível.

## Prémios e distinções
Sven Nilsson morreu em 30 de novembro de 1883, após mais de 70 anos de constante investigação. Está enterrado no Östra kyrkogården em Lund. O seu espólio está preservado na Biblioteca da Universidade de Lund.
Ao longo da sua vida recebeu as seguintes distinções:
- 1821 - Membro da Academia Real das Ciências da Suécia (Kungliga Vetenskapsakademien)
- 1862 - Prémio Real da Academia Sueca (Kungliga priset)
- 1870 - Comandante com grã-cruz da Ordem da Estrela Polar (Nordstjärneorden)

## Obras
Entre outras, é autor das seguintes obras:
- Analecta ornithologica : [Diss.] Lund: [s.n.] 1814
- Prospectus : scandinavisk fauna : en handbok för jägare och zoologer. Lund: [s.n.] 1819
- Om försteningar och aftryck af tropiska trädslag och deras blad, funne i ett sandstenslager i Skåne. Stockholm: [s.n.] 1820
- Skandinavisk fauna : en handbok för jägare och zoologer. Lund: [s.n.] 1820–1860
- Förnyad underdånig berättelse om fiskerierna i Bohuslän. Stockholm: [s.n.] 1828
- Anmälan : färglagda teckningar öfver Skandinaviens däggandedjur, foglar, amphibier och fiskar, hörande till handboken : skandinavisk fauna af S. Nilsson. Stockholm: [s.n.] 1829
- Illuminerade figurer till Skandinaviens fauna: med text. Lund: [s.n.] 1832–1840. Consultado em 28 de outubro de 2015. Cópia arquivada em 17 de agosto de 2010 Arquivado em 17 de agosto de  2010, no Wayback Machine.
- Bidrag till menniskoslägtets utvecklingshistoria. [Stockholm]: [s.n.] 1843
- Skandinaviska nordens ur-invånare : ett försök i komparativa ethnografien och ett bidrag till menniskoslägtets utvecklingshistoria. Stockholm: [s.n.] 1843–1872
- Till bevistande af rektors-ombytet vid kongl. Carolinska universitetet den 23 juni 1846 inbjudes vördsamt af universitetets rektor [Sv. Nilsson]. Lund: [s.n.] 1846
- Till den sekular-fest, genom hvilken Lunds universitet den 18 februari 1846 firar minnet af Martin Luthers dödsdag, inbjudes vördsamt af Sven Nilsson. Lund: [s.n.] 1846
- Till den promotions-fest, som af filosofiska fakulteten i morgon den 23 juni 1853 kommer att firas, inbjudas vetenskapernas beskyddare, idkare och vänner vördsamt af promotor S. Nilsson. Lund: [s.n.] 1853
- Ethnografisk anteckning. Col: Vetenskapsakademien. Öfversigt af K. Vetenskapsakademiens förhandlingar ; 13 (1856) : Nr. 4. [Stockholm]: [s.n.] 1856
- Bonnier, ed. (1869). Bidrag till bronskulturens historia i Skandinavien. Stockholm: [s.n.]
- Norstedt, ed. (1875). Samlade smärre skrifter. Häfte 1. Stockholm: [s.n.]
- Spår efter Feniciska kolonier i Skandinavien (PDF). Stockholm: [s.n.] 1875. Consultado em 10 de março de 2013 Arquivado em 6 de março de  2016, no Wayback Machine.
- Ph. Lindstedts bokh, ed. (1879). Dagboksanteckningar under en resa från södra Sverige till Nordlanden i Norge 1816. Lund: [s.n.]
- Skånes ornitologiska fören, ed. (1983). Resa i Skåne 1819. Col: Anser. Supplement ; 16 [i.e. 17]. Lund: [s.n.] ISBN 91-86572-02-4
- Sverige och dess inbyggare före den historiska tiden : föreläsningar hållna i Stockholm i maj 1847 / utgivna på uppdrag av Kungl. Fysiografiska sällskapet i samband med dess 150-årsjubileum av Bert Möller. Col: Kungl. Fysiografiska sällskapets i Lund handlingar, 99-1288828-6 Lunds universitets årsskrift. Andra avdelningen, Medicin samt matematiska och naturvetenskapliga ämnen, 0368-8151 ; 18 :8. Lund: [s.n.] 1923
- Sven Nilssons självbiografiska anteckningar / meddelade av Gunnar Wetterberg. Lund: [s.n.] 1923

- De variis mammalia disponendi modis (1812)
- Ornithologia suecica (1817–1821)
- Collectanea Zoologiae Scandinavicae (1817)
- Prodromus ichthyologiae scandinavicae (1832)
- Observationes ichthyologicae (1835)
- Skandinavisk fauna (1820–1853)
- Historia molluscorum Sueciae (1823)
- Petrificata suecana (1827)
- Illuminerade figurer till skandinavisk fauna (1832–1840)
- Prodromus ichthyologiae (1832)
- Skandinaviska Nordens urinvånare (1862–1866)
- Die Ureinwohner des skandinavischen Nordens (1863–1868)

## Links
- Litteraturbanken: Sven Nilsson (1787-1883)